# Исландска потапница
Исландска потапница (Histrionicus histrionicus) е вид птица от семейство Патицови (Anatidae), единствен представител на род Histrionicus.

## Разпространение и местообитание
Разпространен е в Гренландия, Исландия, Канада, Китай, Мексико, Русия, САЩ, Северна Корея, Сен Пиер и Микелон, Южна Корея и Япония.